# Altbier

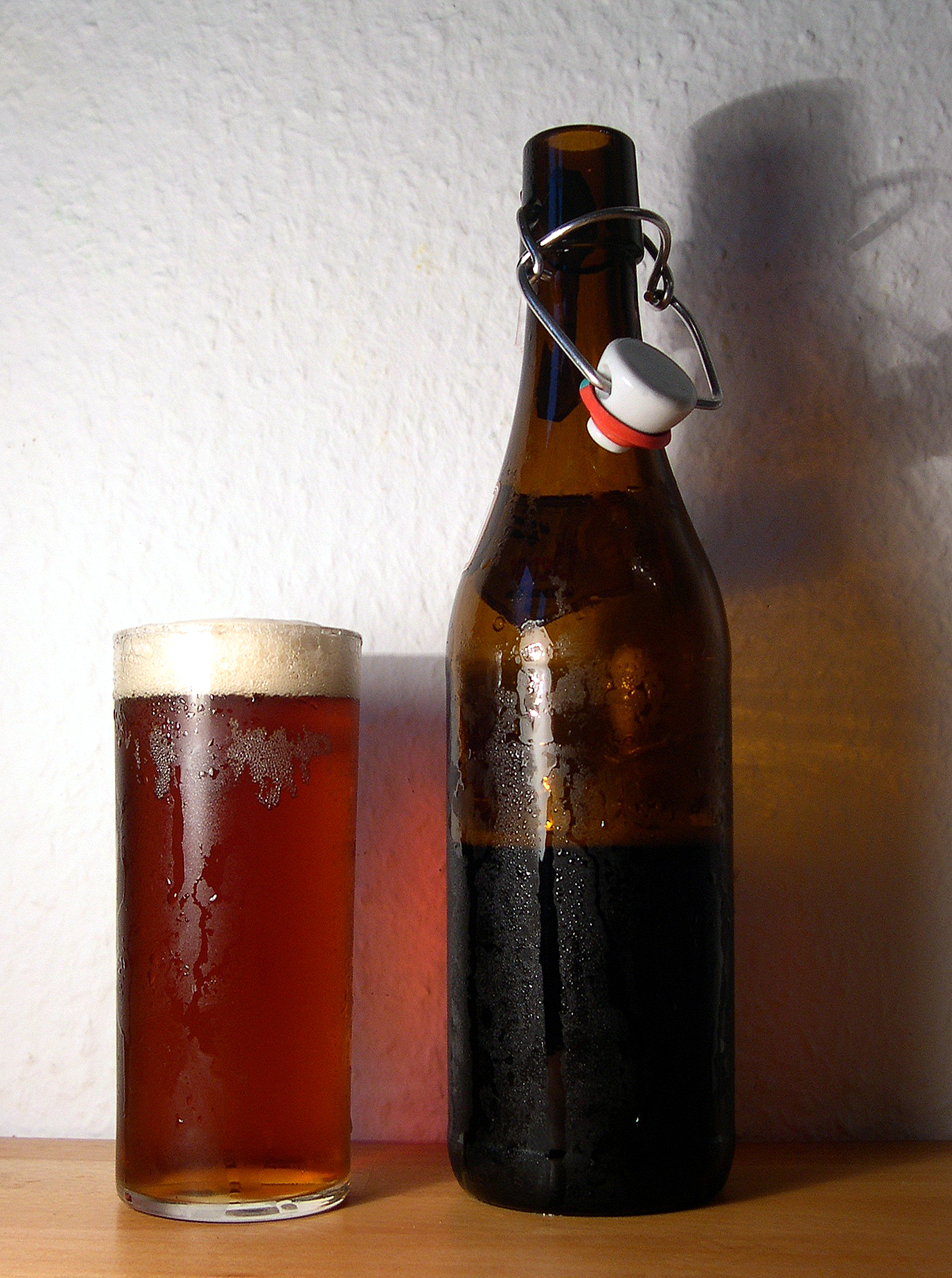
Altbier met beugelfles

Altbier of kortweg alt is een bier van bovengisting. Het wordt gebrouwen in een stijl die zijn oorsprong vindt in de Niederrhein, een gebied in het noorden van de Duitse deelstaat Nordrhein-Westfalen. Vooral in de stad Düsseldorf en omgeving vindt men dit bier; het wordt dan ook vaak met Düsseldorf geassocieerd. In het oude centrum van Düsseldorf bevinden zich nog vijf brouwerijen die het bier brouwen.

## Geschiedenis
Vroeger waren de meeste bieren bovengistend. Ondergistend bier maken was alleen in de winter mogelijk, omdat hiervoor een koeltemperatuur van vijf graden nodig is. In het zuiden van Duitsland werd met het Reinheitsgebot het brouwen tijdens de warme zomermaanden aan banden gelegd en mochten brouwers enkel in de wintermaanden brouwen, met als gevolg dat zij zich specialiseerden in ondergistend bier. In Noordrijn-Westfalen golden deze beperkingen niet en bleef het bovengistende bier gebruikelijk, net als in het aangrenzende Nederland en België. Later werd het Reinheitsgebot versoepeld en kon altbier het ook na de landelijke invoering overleven. Omdat de bovengisting als de "oude" (Duits: alt) methode werd beschouwd, kreeg het bier in de volksmond de naam altbier.

## Kenmerken
Het altbier zoals we dat tegenwoordig kennen is amberkleurig en is in smaak verwant aan Engelse pale ales en de Belgische bieren van hoge gisting als Palm en Bolleke. Wel onderscheidt het zich duidelijk van het Keulse bier van bovengisting, Kölsch, dat veel blonder is en een minder bitter aroma heeft. Keulen en Düsseldorf zijn vanouds rivalen en die rivaliteit wordt ook beleefd tussen kölsch en altbier. De grens tussen het noordelijke altbiergebied en het zuidelijke kölschgebied ligt ongeveer bij de stad Dormagen.

## Producenten
De meeste brouwerijen van altbier bevinden zich in en rond Düsseldorf. Internationaal de meeste bekendheid geniet Diebels uit het noordelijk gelegen Issum, inmiddels eigendom van Anheuser-Busch InBev. Kleiner, maar wel vermeldenswaard is de Privatbrauerei Bolten uit Korschenbroich, dat al sinds 1266 altbier brouwt en daarmee de oudste nog bestaande brouwer van altbier is. Andere grotere altbierproducenten zijn Schlösser uit Düsseldorf, Königshof uit Krefeld produceert naast het Königshof Premium Alt ook de merken Gatz en Hannen voor Carlsberg. 
Kleinere producenten zijn Kürzer, Zum Fuchschen, Uerige, Schlüssel en Schumacher, allen in Düsseldorf. In Neuss wordt Dom Alt gebrouwen en Hensen brouwt sinds 2015 in Mönchengladbach-Wathausen. Ook in Nederland wordt een alt gebrouwen onder de naam Venloosch Alt. De oudste vermelding van dat bier in het Venlose archief dateert van het jaar 1785.